# Монети середньовічного Худжанду (Мавераннахр)
Монети Худжанду карбувалися під час перебування міста у складі Мавераннахру в період монгольських завоювань та після утворення Чагатайського улусу. На початку карбування 1 динар розмінювався на 6 дирхамів та 96 пулів (фулуси, або фельси).  

## Середньовічний Худжанд
У 1219—20 роках місто було поруйноване ордою Чингісхана. Пізніше Худжанд (тадж. Хуҷанд) відродився і став одним з найважливіших економічних, військово-стратегічних і культурних осередків Мавераннахру.  Місто знаходилось на перехресті торгових шляхів Сходу, на Великому Шовковому шляху. 
У 1321 році, після грошової реформи Кепека в Мавераннахрі, відбулася заміна золотих монет на срібні динари — у деяких містах Маверраннахру відновилося також виготовлення монет.
Нині місто на півночі Таджикистану, адміністративний центр Согдійського вілояту.

## Золоті та срібні динари

Карбування в Худжанді. Динар. Бл. 1240-1260 роки

- 1) Золоті динари Худжанду (араб. خوجاند) карбувалися в період з 1240—1260 роки. На аверсі у полі  подвійного лінійного кола позначалося місце карбування та ім'я багдадського халіфа Ахмада ан-Насіра, нижче збільшеним шрифтом карбувалася Шагада Ісламу: «Немає Бога крім Аллаха і Магомет — пророк його» (араб. أشهد أن لا إله إلا الله وأشهد أن محمدا رسول الله)‎. Над колом позначався рік датою-хронограмою — абджадом. Реверс подібний до аверсу, Навколо надпис: «Динар ханський».
- 2) За часів правління Даніш-Менке (1346–1348) карбуються срібні динари Худжану. На аверсі в 4-дуговому картушу, сполученим із вузлами на закінченнях з лінійним колом, надпис в 3 рядки: «Аль-султан аль-адалід Даніш-Менке шах-хан». В лінійному колі вихідні дані. На реверсі в подібному картушу та колі надпис в 3 рядки, з боків віньєтки. Під першим рядком «вузол щастя», в центрі нижнього надпису Т-подібна тамга зі сполучним кільцем вгорі[2].

## Дирхами

Карбування в Худжанді. Дирхам. 1279 (677 р.Г.) рік, Буга-Тимур

В 60-80-х роках XIII ст. карбувалися срібні дирхами. Відомі 2 типи дирхамів за цей період:
- 1) Дирхам. 1265, 1267 (663, 665 рр.Г.) роки. У полі подвійного крапкового та лінійного кол Шагада Ісламу та ім'я багдадського халіфа. Навколо вихідні дані. Реверс подібний до аверсу, але внизу віньєтка. Навколо вихідні дані: «Дирхам ханський». Існує різновид з картушем на аверсі.
- 2) Дирхам. 1279 (677 р.Г.) рік. В лінійному та крапковому колах легенда великими літерами у 2 рядки. Внизу більш дрібними літерами позначення монетного двору. Зліва віньєтка. На реверсі в круглому картуші Г-подібна тамга. Вгорі та внизу позначення монетного двору. По колу монети надпис. Існує різновид з надписами в картушу[3].

## Пули (фулуси, фельси)

Карбування в Худжанді. Фулус. 1292 (690 р.Г.) рік, Дува

Мідні пули в Худжанді карбувалися в 1292, 1294, 1297, 1309 (690, 692, 695, 707 рр.Г.) роках. На аверсі в центрі поля надпис у 2 рядки скомпонований у 4-кутник. Внизу дата. На реверсі в центрі кола Г-подібна тамга, вгорі та внизу позначення монетного двору. За колом орнамент у вигляді ланцюжка. Існують різновиди з вихідними даними з 4-х сторін чотирикутника та з Ф-подібною тамгою.